# Masia Vilaseca d'Horta
La Masia Vilaseca d'Horta és una obra amb elements noucentistes i modernistes d'Avinyó (Bages) inclosa a l'Inventari del Patrimoni Arquitectònic de Catalunya.

## Descripció
Masia composta per diferents cossos, els més alts tenen planta baixa i dos pisos i els altres només planta baixa i un pis. La façana principal està orientada a llevant. La planta baixa és de pedra vista i la resta de l'edifici està arrebossat i emblanquinat. Les finestres són rectangulars, molt allargades, o romboïdals i quan hi ha més de dos juntes estan posades de manera esglaonada. En els cossos alts el coronament de la façana és esglaonat. En la part posterior de l'edifici hi ha un ampli porxo amb un terrat a la part superior.

## Història
Construcció del segle xix, dins el context del floriment agrícola i especialment vitivinícola de la zona d'Artés i d'Avinyó.